# Paul Gray

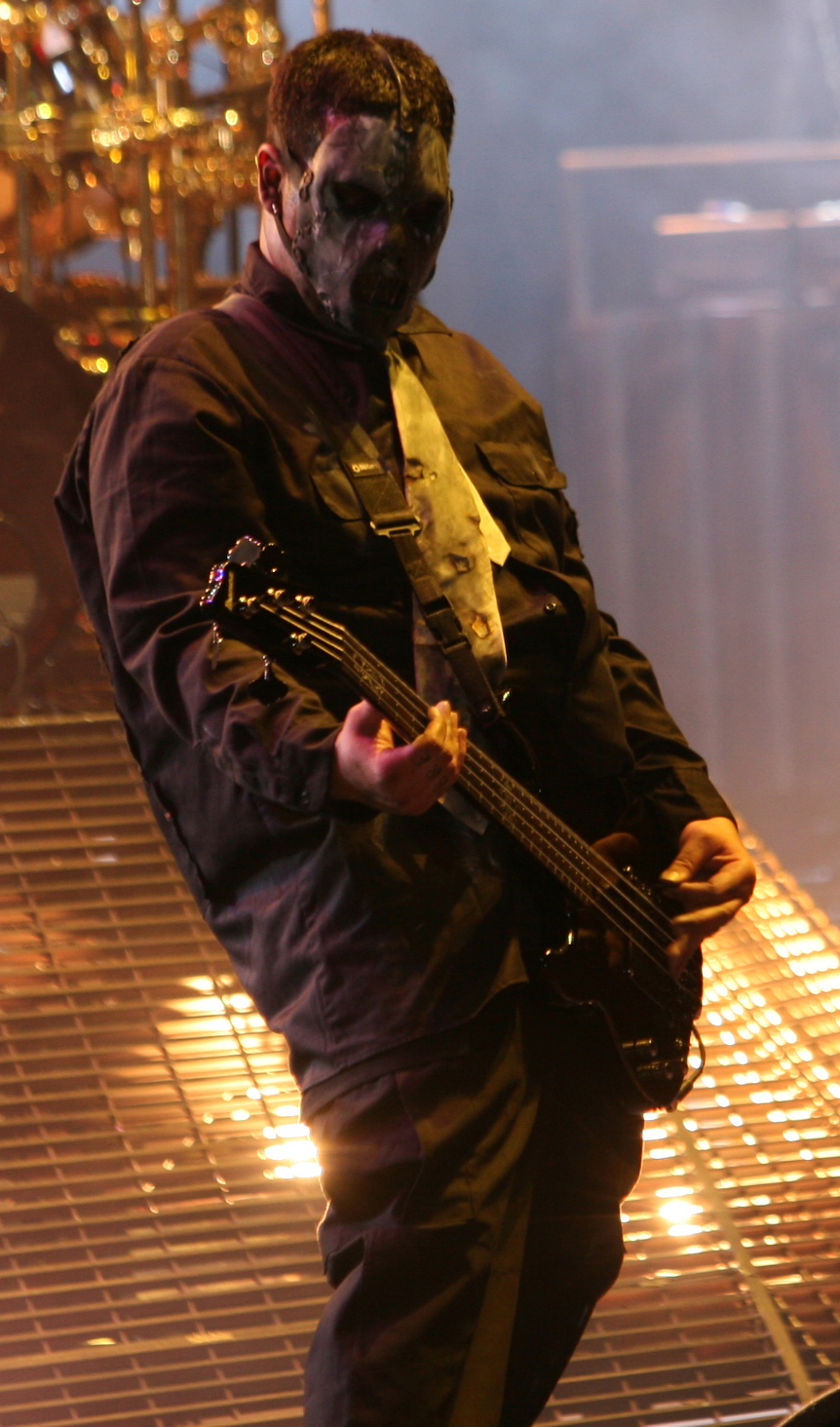
Paul Gray op het Mayhem Festival

Paul Dedrick Gray (Los Angeles (Californië), 8 april 1972 – Urbandale (Iowa), 24 mei 2010), ook wel bekend als #2, was een Amerikaanse muzikant. Hij verwierf vooral bekendheid als de bassist van metalband Slipknot.

## Biografie
Gray werd geboren in Los Angeles, kort voor zijn familie verhuisde naar Des Moines, Iowa. Tijdens zijn jeugd speelde Gray in bands zoals Anal Blast, Vexx, Body Pit & Inveigh Catharsi.
Gray was niet alleen de bassist van Slipknot, maar heeft ook gezongen op bepaalde nummers van Slipknot waaronder: "spit it out", "Get this", "People = Shit", "Disasterpiece", "three nill", "pulse of the maggots", "before I forget" en "psychosocial". Hij zong meestal als Corey Taylors stem te droog of hees geworden was en hij viel soms ook live voor Taylor in.
Naast Slipknot heeft Gray ook ingevallen als bassist bij de Palm Desert Scene-band Unida tijdens hun 2003-tour. Ook heeft hij muzikale bijdragen geleverd bij bands als: Drop Dead, Gorgeous, Worse Than a Fairy Tale, deed mee aan een korte live tour met de band Reggie and the Full Effect en heeft meegedaan aan het Roadrunner United-project als bassist bij de nummers "The Enemy", "Baptized" en "the Redemption" op het album "the All-Star Sessions".
In juni 2003 werd Gray gearresteerd wegens het rijden onder invloed van drugs. De gepubliceerde foto van het incident veroorzaakte veel tumult onder de  fans van Slipknot. Rond die tijd, met uitzondering van Corey Taylor en gitarist Jim Root, waren duidelijke gezichtsfoto's van de meeste bandleden zeer zeldzaam.
Op 24 mei 2010 werd Gray dood in een hotelkamer van het Town Plaza hotel in Urbandale, Iowa aangetroffen. Hij liet zijn vrouw Brenna achter, die op dat moment zwanger was van hun eerste kind. Uit de eerste autopsie die werd verricht op 25 mei 2010 bleek dat er geen sprake was van een trauma of geweld en hij al een aantal uur dood in zijn hotelkamer lag voordat hij werd gevonden. Uit het gesprek met het Amerikaanse alarmnummer 911 is gebleken dat Paul Gray door een van de hoteleigenaren omringd door pillen en een injectienaald in zijn kamer werd aangetroffen.
September 2012: Dokter Daniel Baldi is officieel beschuldigd van dood door schuld van acht mensen, onder wie Paul Gray.

## Masker
Gray droeg vroeger tape rond zijn hoofd als masker. Later verving hij de tape door een vanaf halloween-varkensmasker dat hij gebruikte voor het Slipknot-tijdperk. Het volgende masker werd gebruikt voor Iowa; het had donkere ooggaten en dezelfde neus, de mond ontbrak echter. Daarna gebruikte hij een masker dat zijn hele gezicht bedekte met metalen staven voor de mond en een kogelgat-decoratie. Er zat ook een scheur in. Gray gebruikte dit masker tijdens Vol. 3: (The Subliminal Verses).
Grays laatste masker voor All Hope is Gone was er een van grijs leer met ijzeren staven, net zoals zijn vorige, maar dan parallel met elkaar en het kogelgat en de scheur waren verdwenen.

## Speelstijl
Gray gebruikte meestal een plectrum op de later uitgebrachte cd's, maar soms maakte hij gebruik van de "slapping"-techniek zoals in de songs "Do Nothing/Bitchslap", "Confessions" en op Slipknots demo "Mate. Feed. Kill. Repeat".

## Tunings
Gray stond ook bekend om het gebruik van alternatieve tuning op zijn bas, waaronder sommige extreem vreemd. Hier is een lijst van al die tunings:
- B-E-A-D: Gently, Left Behind, I Am Hated, The Shape, Metabolic, No Life, Scissors, Eeyore, Diluted, Me Inside, Liberate, Tattered And Torn, Spit It Out, Eyeless, Only One, Opium Of The People, Circle, Welcome, Vermillion, Pulse Of The Maggots, Before I Forget, Vermillion Part 2, The Nameless, The Virus Of Life, Danger-Keep Away, Scream, Three Nil, The Blister Exists
- B-E-D-G: Disasterpiece
- A-D-G-C: Everything Ends
- B-F#-B-E: Duality, Skin Ticket, Iowa, Purity, (sic), Wait and Bleed, Do Nothing/Bitchslap, Surfacing
- A-E-A-D: New Abortion, The Heretic Anthem, My Plague, People = Shit
- B-A-D-G: Killers Are Quiet
- C-G-C-F: Slipknot
- D-E-A-D: Some Feel

## Cd's

### Met Slipknot
- 1995: "Mate.Feed.Kill.Repeat"
- 1999: Slipknot
- 2001: Iowa
- 2004: Vol. 3: The Subliminal Verses
- 2008: All Hope Is Gone

### Andere optredens
- 2005: The All-Star Sessions (Roadrunner United)
- 2007: Worse Than a Fairy Tale (Drop Dead, Gorgeous)
- 2008: Last Stop: Crappy Town (Reggie And The Full Effect)

### Gastoptredens
- Heeft meerdere keren liveshows ondersteund van de stonerrockband Unida.

## Films
- 1999: Welcome to Our Neighborhood
- 2002: Disasterpieces
- 2002: Rollerball
- 2006: Voliminal: Inside the Nine
- 2008: Nine: The Making of "All Hope Is Gone"
- 2008: Behind The Player: Paul Gray

## Uitrusting

### Basgitaren
- Ibanez PGB1L Paul Grays eigen linkshandige basgitaar (een zelfgemaakte versie van de ATK-bas, met tuning BEAD)
- Warwick Thumb Bolt-On linkshandig (vroeger gebruikt)
- Warwick Streamer Stage 2 (vroeger gebruikt)

### Versterkers
- Peavey GPS 2600 Power Amp
- Peavey Pro 1600 watt Bass Amp Head
- Peavey Pro 810 Bass Enclosure